# Індійсько-боснійські відносини
Індійсько-боснійські відносини (англ. Bosnia and Herzegovina–India relations, гінді बोस्निया और हर्ज़ेगोविना-भारत संबंध, босн. odnosi Bosne i Hercegovine i Indije) — історичні та поточні двосторонні відносини між Індією та Боснією і Герцеговиною. Нині оцінюються як теплі та дружні. Боснія та Герцеговина розглядає Індію як велику мультикультурну та багаторелігійну демократію, якою прагне стати й сама. Вона надає великої ваги добрим взаєминам з Індією та необхідності подальшого розвитку і зміцнення всебічної співпраці, включаючи економічну й культурну.

## Історія
Гарні відносини між Індією та Боснією і Герцеговиною склалися ще в роки перебування Боснії та Герцеговини у складі Югославії, коли багато боснійсько-герцеговинських комерційних підприємств вели бізнес з індійськими партнерами. Після розпаду Югославії Індія була однією з перших держав, які визнали Боснію та Герцеговину ще 1992 року.
Дипломатичні відносини між двома країнами було встановлено в 1995 році. БіГ відкрила свою постійну місію в Делі 1997 року. Індія не має постійного представництва в Сараєві, ці функції виконує посольство Індії в Угорщині, розташоване в Будапешті.
Перший в історії візит боснійського міністра закордонних справ до Індії відбувся в травні 2003 року. Тодішній міністр Младен Іванич зустрівся в ході візиту зі своїм індійським колегою, прем'єр-міністром, міністром торгівлі та міністром туризму й культури Індії.
Перший в історії візит з Індії до Боснії та Герцеговини на міністерському рівні здійснила з 11 по 14 липня 2012 року міністр закордонних справ Преніт Каур.
У травні 2014 року Індія надала Боснії та Герцеговині гуманітарну допомогу в розмірі 100 000 доларів США, коли в країні трапилися безпрецедентні повені, у результаті яких загинуло понад 60 осіб і було зруйновано близько 100 000 будинків та іншого майна (загалом постраждало 70% населення). БіГ також вдячна за присутність індійських правоохоронців-спостерігачів чисельністю близько ста поліціянтів у складі Місії ООН у БіГ (UNMIBH).

## Економічні зв'язки
Торгівля між Боснією і Герцеговиною та Індією становить 50 млн доларів США. Торгівля обмежена фінансово-кредитними спроможностями і недостатніми банківськими зв'язками. Логістику ускладнює те, що головними морськими воротами Боснії і Герцеговини є хорватський порт Плоче.
Боснія і Герцеговина експортує в Індію зокрема мінеральне паливо, паперові вироби, алюмінієві конструкції, вироби з дерева, неорганічні хімікати, іграшки, спортивне обладнання, вовну, продукцію тваринного походження, а також скло та вироби зі скла. Індія експортує у Боснію і Герцеговину, серед іншого, каву, тютюн, вироби з каменю, алюміній, текстильні вироби, взуття, вироби з чавуну та сталі, вироби зі скла, органічні хімікати, килими та інші текстильні покриття для підлоги, комплектуючі до автомобілів тощо.
Ділові можливості існують у галузях автомобільних компонентів, металообробки, гідроенергетики, деревообробки, гірництва, харчової промисловості, туризму, традиційної медицини, вищої освіти (ІТ та медицина), фармацевтичної та будівельної промисловості. Оскільки очікується, що протягом найближчих кількох років БіГ вступить у ЄС, виробнича база в БіГ може бути корисною для зацікавлених індійських компаній.